# Метрополитен Атланты
Metropolitan Atlanta Rapid Transit Authority (MARTA) — транспортная система городского и пригородного сообщения в Атланте. Включает четыре линии метрополитена (с 38 станциями) и 132 автобусных маршрута. В конце 2008 года системой пользовались около 234 тысяч пассажиров в день.

## История
MARTA была образована указом законодательного собрания Джорджии в 1965 году. Предполагалось, что система свяжет Атланту с пятью соседними округами. В 1968 году в этих округах был проведён референдум, и округ Кобб высказался против строительства системы. Кроме того, не получило поддержки предложение финансировать систему из бюджета округов. В 1971 году округа Фултон и ДеКалб согласились реформировать свою налоговую систему так, чтобы сделать возможным финансирование транспортной системы. Округи Клейтон и Гуиннетт отказались это сделать, поэтому в результате MARTA связала Атланту лишь с округами Фултон и ДеКалб. 17 февраля 1972 года MARTA выкупила автобусную компанию Atlanta Transit Company и начала автобусные операции. Строительство метрополитена началось в 1975 году, первая очередь открылась 30 июня 1979 года. После этого система метрополитена постепенно расширялась: в 1981 году открылась линяя Север-Юг (ныне Красная и Жёлтая), в 1988 году она достигла аэропорта Атланты. Последний участок открылся в 2000 году на севере Красной линии между станциями Данвуди и Норт-Спрингс.

## Система
Четыре линии метро соединяют Атланту с округами Фултон и ДеКалб, а также с международным аэропортом, находящимся в округе Клейтон. Общая протяжённость линий метро — 76,6 километра, с 38 станциями. С октября 2009 года линии официально называются по цветам, которыми они показаны на схеме (до этого они обозначались по направлениям): Красная линия (ранее линия Север — Юг), Золотая линия (ранее Северо-Восток — Юг), Синяя линия (ранее Восток — Запад) и Зелёная линия (ранее Проктор-Крик). Все линии пересекаются на станции Файв-Поинтс. Линии в центре подземные, в пригородах выходят на поверхность.
Поезда при движении используют контактный рельс и могут содержать от двух до шести вагонов. Используются вагоны трёх типов:
- CQ310 class (118 вагонов, номера 101—200, 501—520, изготовитель Franco-Belge, 1979—1982)
- CQ311 class (120 вагонов, номера 201—320, изготовитель Hitachi, 1984—1987)
- CQ312 class (100 вагонов, номера 601—702, изготовитель Breda, 2001—2005)[3].

На модификацию вагонов классов CQ310 и CQ311 заключён контракт с Alstom.